# Спортивна гімнастика на літніх Олімпійських іграх 2016 — вільні вправи (жінки)
Змагання зі спортивної гімнастики (вільні вправи) серед жінок на літніх Олімпійських іграх 2016 пройдуть 15 серпня на Олімпійській арені Ріо. Беруть участь 8 спортсменів з 6-и країн.

## Кваліфікаційний раунд
6 серпня відбувся кваліфікаційний раунд, за результатами якого визначились учасники фіналу. 
Гімнасти, які посіли перші 8 місць, кваліфікувалися у фінальний раунд. Якщо більш як два спортсмени однієї країни потрапляють до перших 8-ми, то ті, що нижче другого місця у своїй команді, не проходять далі, а їх заміняють спортсмени з наступними найкращими оцінками.
| Місце | Гімнастка                | Оц. скл. | Оц. вик. | Штр. | Сума   |
| ----- | ------------------------ | -------- | -------- | ---- | ------ |
| 1     | Сімона Байлс (USA)       | 6.800    | 8.933    |      | 15.733 |
| 2     | Елі Рейсмен (USA)        | 6.600    | 8.675    |      | 15.275 |
| 3     | Ванесса Феррарі (ITA)    | 6.200    | 8.666    |      | 14.866 |
| 4     | Джулія Штайнгрубер (SUI) | 6.200    | 8.466    |      | 14.666 |
| 5     | Ван Янь (CHN)            | 6.300    | 8.366    |      | 14.666 |
| 6     | Емі Тінклер (GBR)        | 6.300    | 8.300    |      | 14.600 |
| 7     | Маї Муракамі (JPN)       | 6.200    | 8.366    |      | 14.566 |
| 8     | Еріка Фасана (ITA)       | 6.100    | 8.233    |      | 14.333 |

## Фінал
| Місце | Гімнастка                | Оц. скл. | Оц. вик. | Штр.   | Сума   |
| ----- | ------------------------ | -------- | -------- | ------ | ------ |
| 1     | Сімона Байлс (USA)       | 6.900    | 9.066    |        | 15.966 |
| 2     | Елі Рейсмен (USA)        | 6.600    | 8.900    |        | 15.500 |
| 3     | Емі Тінклер (GBR)        | 6.400    | 8.533    |        | 14.933 |
| 4     | Ванесса Феррарі (ITA)    | 6.300    | 8.466    |        | 14.766 |
| 5     | Ван Янь (CHN)            | 6.300    | 8.366    |        | 14.666 |
| 6     | Еріка Фасана (ITA)       | 6.100    | 8.433    |        | 14.533 |
| 7     | Маї Муракамі (JPN)       | 6.300    | 8.233    |        | 14.533 |
| 8     | Джулія Штайнгрубер (SUI) | 5.400    | 6.700    | -0.300 | 11.800 |